# Kaoma
Kaoma foi um grupo musical franco-brasileiro criado em 1989 e responsável por lançar com êxito o estilo musical lambada na Europa. Entre março e abril de 1988, o produtor musical Jean Karakos e seu amigo Olivier Lorsac viajaram a Trancoso, distrito de Porto Seguro, Bahia, Brasil, e conheceram a febre da lambada. Viram que as "lambaterias" (danceterias onde tocava lambada) estavam cheias, e viram nisto uma oportunidade de lucro. Então, gravaram filmes com imagens de dançarinos mostrando a dança e formaram uma banda para cantar em vídeo, e buscaram o patrocínio da Orangina e do canal TF1. O vídeo se mostrou um sucesso. (em edição)
Pouco após o disco Tribal Pursuit, morre o tecladista e produtor Jean-Claude Bonaventure, o Bona. Após sua morte, Fania Niang sai do grupo e inicia uma carreira solo em 2000. Loalwa Braz permaneceu nos vocais até 1999, quando a banda se separou, e deu início à sua carreira solo em 2003 com o disco Recomeçar. Em junho de 2015 anunciou o retorno do grupo com uma nova formação composta pelo cantor baiano Leon e pela cantora Veruska Mônaco. Mas problemas com a saúde não a deixaram prosseguir. Em janeiro de 2017, Loalwa Braz foi morta após assalto em sua pousada em Saquarema, na Região dos Lagos, estado do Rio de Janeiro. O corpo da cantora foi encontrado carbonizado em seu carro.

## Lista de integrantes
- Loalwa Braz — vocal (1989 - 1999)
- Jacques "Jacky" Arconte — guitarra elétrica (1989 - presente)
- "Chyco" Roger Dru — baixo elétrico e vocal (1989 - presente)
- Jean-Claude Bonaventure ("Bona") — teclados e produtor musical (1989 - 1993)
- Michel Abihssira — bateria e percussão (1989 - 1998)
- Fania Niang — flautista e vocalista (1989 - 1993)
- Mônica Nogueira — vocal de apoio (1989 - 1992)
- Etna Brasyl — vocal (2006 - presente)
- Alan Hoy — cantor, dançarino (2006 - 2013)

Dançarinos famosos
- Washington "Chico" Oliveira e Roberta de Brito — dançarinos (1989-1990
- Jairo Brasil — dançarino (1989 - 1991 )
- Elisa Daka — dançarina (2006 - ?)
- Gini — dançarina (? - presente)
- Rodrigo de Oliveira — dançarino (? - presente)
- Leon — vocalista (2015 - 2017)
- Veruska Mônaco — vocalista (2015 - 2017)

## Discografia
Álbuns
| Álbum            | Detalhes                                                                          | Melhores posições | Melhores posições | Melhores posições | Melhores posições | Melhores posições | Melhores posições | Melhores posições | Melhores posições | Melhores posições | Melhores posições | Melhores posições | Vendas         | Certificações                              |
| Álbum            | Detalhes                                                                          | BRA               | EUA               | EUA Latino        | AUS               | AUT               | FRA               | ALE               | NOR               | SUE               | SUI               | HOL               | Vendas         | Certificações                              |
| ---------------- | --------------------------------------------------------------------------------- | ----------------- | ----------------- | ----------------- | ----------------- | ----------------- | ----------------- | ----------------- | ----------------- | ----------------- | ----------------- | ----------------- | -------------- | ------------------------------------------ |
| Worldbeat        | - Lançamento: 16 de Dezembro de 1989 - Fortatos: CD - Gravadora: Columbia Records | 1                 | 40                | 1                 | 17                | 16                | 14                | 21                | 11                | 41                | 6                 | 12                | - : 15.000.000 | - ABPD: Platina - MC: Ouro - SNEP: 2× Ouro |
| Tribal Pursuit   | - Lançamento: 1991 - Fortatos: CD - Gravadora: Sony Music                         | —                 | —                 | —                 | —                 | —                 | —                 | —                 | —                 | —                 | —                 | 51                |                |                                            |
| A la Media Noche | - Lançamento: 10 de Novembro de 1998 - Fortatos: CD - Gravadora: Atoll Music      | —                 | —                 | —                 | —                 | —                 | —                 | —                 | —                 | —                 | —                 | —                 |                |                                            |

Singles
| Ano  | Título                                   | Melhor posição | Melhor posição | Melhor posição | Melhor posição | Melhor posição | Melhor posição | Melhor posição | Melhor posição | Melhor posição | Melhor posição | Melhor posição | Melhor posição | Melhor posição | Melhor posição | Melhor posição | Melhor posição | Melhor posição | Melhor posição | Melhor posição | Melhor posição | Melhor posição | Certificações | Álbum            |
| Ano  | Título                                   | BRA            | EUA            | EUA Latino     | AUS            | AUT            | BEL            | CAN            | HOL            | NZ             | SUI            | SUE            | EUR            | FIN            | FRA            | ALE            | IRL            | ITA            | JAP            | NOR            | SPA            | RU             | Certificações | Álbum            |
| ---- | ---------------------------------------- | -------------- | -------------- | -------------- | -------------- | -------------- | -------------- | -------------- | -------------- | -------------- | -------------- | -------------- | -------------- | -------------- | -------------- | -------------- | -------------- | -------------- | -------------- | -------------- | -------------- | -------------- | --- | ---------------- |
| 1989 | "Lambada (Chorando Se Foi)"              | 1              | 20             | 1              | 5              | 1              | 1              | 78             | 1              | 10             | 1              | 1              | 1              | 1              | 1              | 1              | 4              | 1              | 12             | 1              | 1              | 4              | - CAN: Ouro - FRA: Platina - ALE: 2× Platina - JAP: Platina - HOL: Platina - SWE: Platina - SWI: Ouro - RU: Ouro | Worldbeat        |
| 1989 | "Dançando Lambada"                       | 1              | 93             | 3              | —              | 17             | 11             | —              | 4              | —              | —              | —              | —              | 2              | 4              | 18             | 11             | —              | —              | —              | 4              | 62             | - FRA: Prata | Worldbeat        |
| 1990 | "Mélodie d'Amour" (EUR)                  | —              | —              | —              | —              | —              | —              | —              | 15             | —              | —              | —              | —              | —              | 11             | 43             | —              | —              | —              | —              | —              | —              | | Worldbeat        |
| 1990 | "Lambamor"                               | —              | —              | —              | —              | —              | —              | —              | —              | —              | —              | —              | —              | —              | —              | —              | —              | —              | —              | —              | —              | —              | | Worldbeat        |
| 1990 | "Donna con Te" (EUR)                     | —              | —              | —              | —              | —              | —              | —              | —              | —              | —              | —              | —              | —              | —              | —              | —              | 10             | —              | —              | —              | —              | | —                |
| 1990 | "Me Dá um Beijinho" [com Angélica] (BRA) | —              | —              | —              | —              | —              | —              | —              | —              | —              | —              | —              | —              | —              | —              | —              | —              | —              | —              | —              | —              | —              | | Angélica (1990)  |
| 1990 | "Jambé Finète (Grillé) [Remix]" (EUR)    | —              | —              | —              | —              | —              | —              | —              | —              | —              | —              | —              | —              | —              | —              | —              | —              | —              | —              | —              | —              | —              | | World Mix        |
| 1990 | "Lamba Caribe" (BRA)                     | —              | —              | —              | —              | —              | —              | —              | —              | —              | —              | —              | —              | —              | —              | —              | —              | —              | —              | —              | —              | —              | | Worldbeat        |
| 1991 | "Dança Tago-Mago"                        | —              | —              | —              | —              | —              | —              | —              | 8              | —              | —              | —              | —              | —              | 3              | 10             | —              | —              | —              | —              | —              | —              | | Tribal-Pursuit   |
| 1991 | "Mamãe Afrika"                           | —              | —              | —              | —              | —              | —              | —              | —              | —              | —              | —              | —              | —              | —              | —              | —              | —              | —              | —              | —              | —              | | Tribal-Pursuit   |
| 1992 | "Moco do Dende"                          | —              | —              | —              | —              | —              | —              | —              | —              | —              | 38             | —              | —              | —              | 29             | 38             | —              | —              | —              | —              | —              | —              | | Tribal-Pursuit   |
| 1998 | "A la Media Noche [Remix]"               | —              | —              | —              | —              | —              | —              | —              | —              | —              | —              | —              | —              | —              | —              | —              | —              | —              | —              | —              | —              | —              | | A La Media Noche |
| 1999 | "Banto"                                  | —              | —              | —              | —              | —              | —              | —              | —              | —              | —              | —              | —              | —              | —              | —              | —              | —              | —              | —              | —              | —              | | A La Media Noche |
| 2009 | "Lambada 3000"                           | —              | —              | —              | —              | —              | —              | —              | 18             | —              | —              | —              | —              | —              | —              | —              | —              | —              | —              | —              | —              | —              | | —                |